# Matka Boża z Guadalupe (film 2006)
Matka Boża z Guadalupe (hisz. Guadalupe) – hiszpańsko-meksykański film religijny w reżyserii Santiago Parra. Zagrali w nim m.in. José Carlos Ruiz, Pedro Armendáriz.